# Milena Kokosz
Milena Kokosz (* 17. August 2001) ist eine polnische Fußballspielerin.

## Karriere

### Vereine
Die aus Choroszcz im Powiat Białostocki (Ballungsraum Białystok) in der Woiwodschaft Podlachien stammende Kokosz gelangte im Alter von zehn Jahren mit ihren Eltern nach Norwegen. Das Erstaunen über die große Anzahl Fußball spielender Mädchen während ihrer Schulzeit in Bergen bewog sie, dem Eidsvåg Idrettslag, ein Verein im Ortsteil des Bergener Stadtteils Åsane, beizutreten um den Fußballsport dort auszuüben.
Im Jahr 2017 spielte sie für den im Bergener Stadtteil Åsane ansässigen Åsane Fotball. Gleichwohl verlor sie ihre Ausbildung nicht aus den Augen; sie erreichte später ihren Abschluss an der Universität und wurde Biomedizinische Analytikerin. In ihrer (vorerst) letzten Spielzeit 2020 bestritt sie 16 Punktspiele in der zweitklassigen 1. Divisjon, in denen sie elf Tore erzielte.
Im Jahr 2021 begab sie sich zum ebenfalls in Bergen ansässigen Arna-Bjørnar. Zu ihrem Debüt in der höchsten Spielklasse, der Toppserien, kam sie zum Start der Spielzeit am 22. Mai 2021 bei der 1:4-Niederlage im Auswärtsspiel gegen den Klepp IL als Einwechselspielerin in der 77. Minute für Miljana Ivanović. Nachdem es in diesem Verein nicht so recht nach ihren Vorstellungen lief (auch im Hinblick auf die Frage „Sport oder Beruf?“) – an 16 Spieltagen gehörte sie dem Kader an, wurde jedoch lediglich in fünf Punktspielen eingesetzt – verließ sie diesen und kehrte (im Sinne von „nicht aufgeben“) zum Åsane Fotball zurück und versuchte es erneut.
In der Spielzeit 2022 bestritt sie 18 Punktspiele in der 1. Divisjon und erzielte zwei Tore. Anschließend wurde sie in fünf von sechs Spielen der Abstiegsrunde berücksichtigt. Mit dem zweiten Platz gelang der Aufstieg ihrer Mannschaft in die Toppserien 2023; in dieser bestritt sie für ihren Verein alle 27 Punktspiele, in denen ihr ein Tor gelang. Deutlich mehr, nämlich fünf, waren es in der Spielzeit 2024 in 25 Punktspielen. Als Neunter von zehn teilnehmenden Mannschaften ging es im Hin- und Rückspiel gegen den FK Bodø/Glimt in der Relegation um den Klassenverbleib; der jedoch verpasst wurde. Seitdem ist sie mit ihrer Mannschaft erneut in der 1. Divisjon vertreten.

### Nationalmannschaft
Kokosz kam zunächst in der U17-Nationalmannschaft für den PZPN zu ihrer Nationalspielerpremiere; in zwei Länderspielen fand sie Berücksichtigung. Für die U19-Nationalmannschaft kam sie im Spieljahr 2024 in drei Länderspielen zum Zug, in denen sie ein Tor erzielte. Für die U23-Nationalmannschaft spielte sie dreimal in Växjö; zunächst am 29. Mai 2024 bei der 2:3-Niederlage im Freundschaftsspiel gegen die U20-Nationalmannschaft Deutschlands, danach am 1. und 4. Juni 2024 bei der 0:4-Niederlge gegen die U23-Nationalmannschaft Schwedens (1. – 45. Minute) und beim 2:2-Unentschieden gegen die U23-Nationalmannschaft Australiens.
Ihr A-Länderspieldebüt gab sie am 12. Juli 2024 mit dem fünften Spiel der EM-Qualifikationsgruppe A4 bei der 1:3-Niederlage gegen die Nationalmannschaft Österreichs in Altach. Im sechsten Gruppenspiel am 16. Juli 2024 wurde sie bei der 0:1-Niederlage gegen die Nationalmannschaft Islands in Sosnowiec ebenfalls eingesetzt. Anschließend wurde sie in den drei Ausschlussspielen der EM-Qualifikation der ersten und zweiten Runde berücksichtigt. Des Weiteren bestritt sie die letzten beiden Spiele der Gruppe B1 in der Zweitauflage der Nations-League (4:0 vs. Nordirland am 30. Mai 2025 in Belfast, 3:0 vs. Rumänien am 3. Juni 2025 in Danzig). Ihr erstes A-Länderspieltor erzielte sie in ihrem ersten in Freundschaft ausgetragenen Länderspiel am 7. Juni 2025; beim 4:0-Sieg über die Nationalmannschaft der Ukraine gelang ihr das Tor zum Endstand in der sechsten Minute der 90-minütigen Spielzeit.
Dem Kader für die Europameisterschaft 2025 zugehörig, – sie ließ diesbezüglich die für Juli geplante Hochzeit mit ihrem norwegischen Verlobten verschieben – kam sie in den letzten beiden Spielen der Gruppe C zum Einsatz; schied jedoch als Gruppendritter aus dem Turnier aus.

## Erfolge
Nationalmannschaft
- Erste Teilnahme an einer Europameisterschaft (2025)

Åsane Fotball
- Aufstieg in die Toppserien 2023